# Saint-Magne
Saint-Magne é uma comuna francesa na região administrativa da Nova Aquitânia, no departamento de Gironda. Estende-se por uma área de 82,66 km². Em 2010 a comuna tinha 1 030 habitantes (densidade: 12,5 hab./km²).